# 국백아
국백아(麴伯雅, ? ~ 623년)는 고창의 왕(601~613, 620~623)이다. 국건고의 아들이다. 연호는 연화(延和)이다. 

## 생애
608년, 수나라에 가서 조공했다. 수 양제가 국백아를 광록대부(光禄大夫), 변국공(弁國公), 고창왕(高昌王)에 봉했다.
611년, 수 양제가 고구려를 공격하자 국백아는 양제를 따라 고구려로 같이 갔다. 이때 수나라가 화용공주(華容公主) 우문씨(宇文氏)를 국백아의 아들 국문태와 결혼시켰다.
612년, 국백아는 귀국하였다.
613년, 정변이 발생해 국백아는 왕위를 잃었다. 의화왕이 왕위를 찬탈하였다.
620년, 국백아가 복위하고 연호를 중광(重光)으로 고쳤다.
623년, 국백아가 죽자 시호를 헌문왕(獻文王)으로 하였다. 아들 국문태가 뒤를 이었다.